# Maciej Rajski
Maciej Rajski (ur. 3 maja 1991 w Piotrkowie Trybunalskim) – polski tenisista, mistrz Polski w grze pojedynczej z 2018 roku, zawodnik klubu KT Teniswil Warszawa.

## Kariera tenisowa
Halowy mistrz Polski seniorów w grze pojedynczej z 2015 i 2020 roku.
6 sierpnia 2017 pokonał Pawła Ciasia 6:7(5), 7:5, 6:3, wygrywając turniej ITF Futures o puli nagród 15 000 dolarów w Mrągowie. Akademicki mistrz Europy z drużyną Akademii Leona Koźmińskiego z 2015 i 2019 roku. Finalista trzech turniejów rangi ITF Futures w grze podwójnej.
W 2019 roku zwyciężył w zawodach deblowych rangi ITF World Tennis Tour w Bratysławie w parze z Yannem Wójcikiem.

## Zwycięstwa w turniejach ITF

### Gra pojedyncza
|    | Data       | Turniej | ($)    | Naw.    | Przeciwnik  | Wynik            |
| 1. | 06/08/2017 | Mrągowo | 15 000 | Ceglana | Paweł Ciaś  | 6:7(5), 7:5, 6:3 |
| 2. | 22/08/2021 | Łódź    | 15 000 | Ceglana | Yann Wójcik | 6:3, 6:7(4), 6:1 |

### Gra podwójna
|    | Data       | Turniej    | ($)    | Naw.    | Partner     | Przeciwnicy                   | Wynik          |
| 1. | 01/09/2019 | Bratysława | 15 000 | Ceglana | Yann Wójcik | Adrian Barbu Witalij Szczerba | 7:6(4), 7:6(4) |